# Dhoad gitans du Rajasthan
Dhoad gitans du Rajasthan est un groupe créé en France en 2002 et dirigé par Rahis Bharti qui rassemble des musiciens originaires du Rajasthan (Inde) issus de provinces, de communautés, de castes et de religions différentes[réf. souhaitée].

## Formation
Le nom Dhoad vient du village d'origine de Rahis Bharti. Le groupe est constitué de musiciens, danseurs traditionnels (la danse Ghoomar (en)), fakirs, cracheurs de feu, chanteurs, joueurs d'instruments traditionnels Tablâ, Dholak, harmonium, kartel, bhapang, guimbarde indienne), acrobates, poètes et troubadours,,.
La formation est signée par le label Harmonia Mundi.

### Rahis Bharti

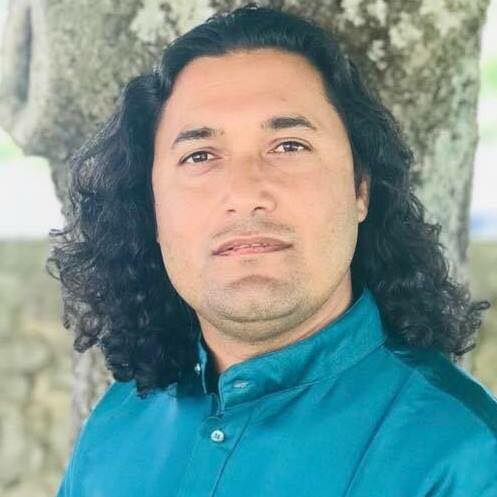
Rahis Bharti

Rahis Bharti est issu d’une famille de musiciens rajasthanis aux influences culturelles multiples qui depuis sept générations jouent, initialement pour les maharadjas de père en fils. Il vit en France depuis le début des années 2000. Fondateur, directeur artistique et musicien des formations Dhoad, Bollywood Massala Orchestra et Jaipur Maharaja Brass Band il met à l'honneur les musiques indiennes et rajhastanies traditionnelles tout en expérimentant des échanges musicaux avec d’autres esthétiques musicales. Il est devenu un ambassadeur de la culture du Rajasthan.

#### Origines et enfance
Né le 18 octobre 1982 à Jaipur au Rajasthan (Inde), il grandit dans le petit village nommé Dhoad. Il apprend à jouer du tabla très jeune, instruit par son père et son grand-père.

#### Expérience corse
En 2000, il débarque en Corse avec dans ses bagages 50 francs et son tabla . Les débuts sont difficiles, car il ne connaît personne, et ne sait pas parler français. Très vite, il rencontre des musiciens corses et joue avec eux,. Sa première rencontre se fait avec le joueur de cistre Carmine Belgodere qui le dirige vers le compositeur et réalisateur Raoul Robecchi du groupe Corsica antica qui vient de sortir un CD et qui est la seule formation corse à utiliser des percussions sur un mode oriental. Sur sa demande, pendant une année, Raoul Robecchi l'initie aux codes de comportement des musiciens corses et occidentaux et l'invite à prendre part à de nombreuses sessions privées en Haute Corse où les tablas seront à l'honneur avec d'autres musiciens venus d'horizons différents. Il rencontrera par la suite I Muvrini et Canta U Populu Corsu . En avril 2001, il est menacé d'expulsion, car son visa arrive à expiration. Des musiciens, médias et personnalités corses se mobilisent pour éviter son expulsion : Noëlle Vincensini et son association Ava Basta, Raoul Robecchi, Robin Renucci et Amnesty International notamment.
Dès son arrivée, il désire faire connaître sa musique traditionnelle, et fait rapidement venir d'autres musiciens indiens. C'est ainsi qu'il crée le groupe Dhoad en 2002, pour interpréter de la musique rajasthani savante et traditionnelle. Ce groupe à géométrie variable compte à la fois des musiciens, des danseuses, cracheurs de feu, acrobates et fakir sur scène. Soit jusqu'à 18 artistes sur scène, que Rahis intègre, dirige et produit. Il est aussi le tourneur.

#### Installation à Tours
Puis il s'installe à Tours en 2004, faisant venir ses frères, également musiciens,. Ils y vivent toujours. Tout en gardant des liens forts avec son pays d'origine, il monte, produit et dirige plusieurs projets et spectacles musicaux, regroupant des musiciens issus de l'Inde ou y résidant. Plus de 700 musiciens indiens sont ainsi sollicités au fil des années. En 2011, il crée l'entreprise Flr Productions spécialisée dans le spectacle vivant.

#### Rayonnement international, ambassadeur culturel du Rajhastan
En 2005, il crée le Bollywood Massala Orchestra, le premier groupe spécialisé en musique de Bollywood. Et en 2012, le Jaipur Maharaja Brass Band, une fanfare teinté de sonorités rajasthanies. Avec une envie d'échanges, de mélange, de fusion, il fait rayonner ses trois ensembles musicaux en organisant plus de 2500 concerts dans plus de 110 pays. Ce qui lui a permis de faire des premières parties prestigieuses, et de nouer de véritables collaborations musicales, notamment avec -M-, Niño Baliardo, le fils de Manitas de Plata, LP le Warsaw Village Band...''
Il découvre très vite d'autres cultures musicales tsiganes, et réalise les influences qui les rassemblent et les différencient : par exemple la Buleria dans le flamenco  si proche par son chant des mélodies de son enfance. Il joue notamment avec Esma Redzepova, Manitas de Plata, Sassa ,,.
En 2006, il apparaît dans le film documentaire d'Agostino Ferrente (it) réalisé en 2006 sur l'Orchestra di piazza Vittorio dont il est alors l'un des membres,. Son séjour italien lui fait rencontrer des musiciens italiens comme Jovanotti ou Avion Travel.
Au Rajasthan, son histoire est connue et sert régulièrement d'exemple aux jeunes musiciens,,. Il est devenu à la fois gardien d'une tradition millénaire et ambassadeur de la culture du Thar à l'international,.
En 2019 et 2020, il participe en tant que musicien et consultant au Rythme de la Jungle, un spectacle orchestré par Disneyland Paris pour Le Festival du Roi Lion et la Jungle.

#### Biographie par Martine Le Coz
Le 20 mars 2022, une biographie écrite par Martine Le Coz et relatant le parcours de Rahis Bharti, sort chez l'éditeur Sutton,. Son titre est "Rahis Bharti, cœur battant du Rajasthan",,. La vie de Rahis Bharti, depuis son Rajasthan natal, jusqu'à Tours, en passant par la Corse, et le rayonnement musical international de ses formations y sont mis en avant,. Le 21 avril Bharti et Dhoad ont été invités à se produire lors de l'inauguration du salon du livre de Paris, sous le haut patronage de l'ambassade de l'Inde en France

## Parcours du groupe
En 2000, dès son arrivée en Corse, Rahis Bhartiil désire faire connaître sa musique traditionnelle, et imagine déjà le groupe Dhoad. Il fait rapidement venir d'autres musiciens indiens. C'est ainsi qu'il crée le groupe Dhoad en 2002, pour interpréter de la musique rajasthanie savante et traditionnelle. Ce groupe à géométrie variable compte à la fois des musiciens, des danseuses, cracheurs de feu, acrobates et fakir sur scène. Soit jusqu'à 18 artistes sur scène, que Rahis intègre, dirige, produit et organise les tournées du groupe.
Dhoad a joué plus de 1500 concerts dans plus de 110 pays. Le groupe s'est produit lors d’événements internationaux. Ils ont aussi joué pour l'ancien président de la République française, François Hollande, devant le président de l'Inde Abdul Kalam Azad, Narendra Modi premier ministre indien au Carrousel du Louvre[source insuffisante] et à l'occasion des 500 ans du Havre.
Le groupe partage régulièrement la scène avec d'autres artistes[pertinence contestée] et joue avec (Hocine Boukella, Esma Redzepova, Diego Carrasco (es), Romano Drom, l’Orchestra di Piazza Vittorio, Ssassa[réf. nécessaire]). Ils ont également partagé la scène avec Matthieu Chedid à l'Élysée Montmartre et la chanteuse LP au cours du festival Notte Della Taranta.
En 2007, le groupe participe au spectacle La route des fils du vent, regroupant musiques des tziganes d'Europe Centrale, d'Espagne (flamenco) et du Rajasthan,.
En juin 2020, pour la fête de la musique, Mathieu Chedid réalise avec eux une vidéo sur youtube qui cumule plusieurs dizaines de milliers de vues.
Le groupe est basé à la fois à Tours, lieu de résidence de Rahis Bharti et également au Rajasthan, lieu de résidence de la plupart de musiciens.

## Récompenses et distinctions
- 2016: The Fryderyk Award pour collaboration avec le Warsawa Village Band pour l'album Sun celebration.
- 2017-2018 : "Fierté du Rajasthan" (Rajasthan Gouvrav) obtenue en 2017 de la part du Premier Ministre du Rajasthan.
- 2019 : Prix UNESCO du Conseil International de la Danse - Section Ashiya Japon en sa qualité d'ambassadeur culturel [59]
- 2019 : Récompense décernée par le Rajasthan Government District, le jour de l'indépendance de l'Inde[60]

## Discographie
Ils ont publié plusieurs albums,,, dont :

### Albums
- The Dhoad Gypsies from Rajasthan, label Dhoad Gypsies, 2005
- Roots travellers, World village France Harmonia mundi distribution, 2011
- Âfya, Sidi Bémol& Dhoad, gitans du Rajasthan, CSB productions, 2014
- Times of Maharajas, ARC Music, 2019 [64]

### Titres dans une compilation
- Indian Vistas, ARC Music, 2018

## Sources
- 2022 : Rahis Bharti, cœur battant du Rajasthan, Éditions Sutton[45]